# 丹尼爾·歐康諾

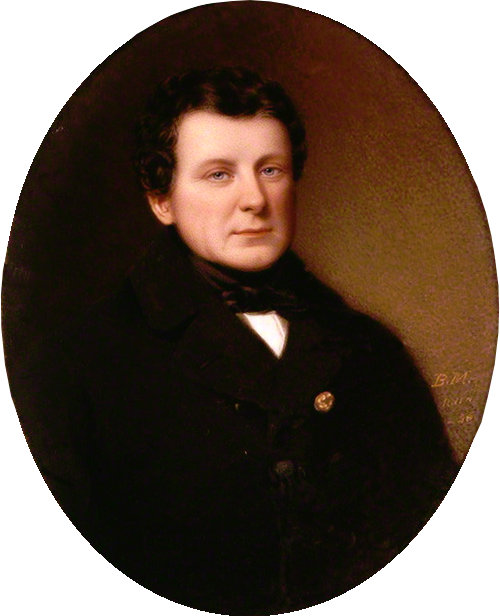
丹尼爾·歐康諾

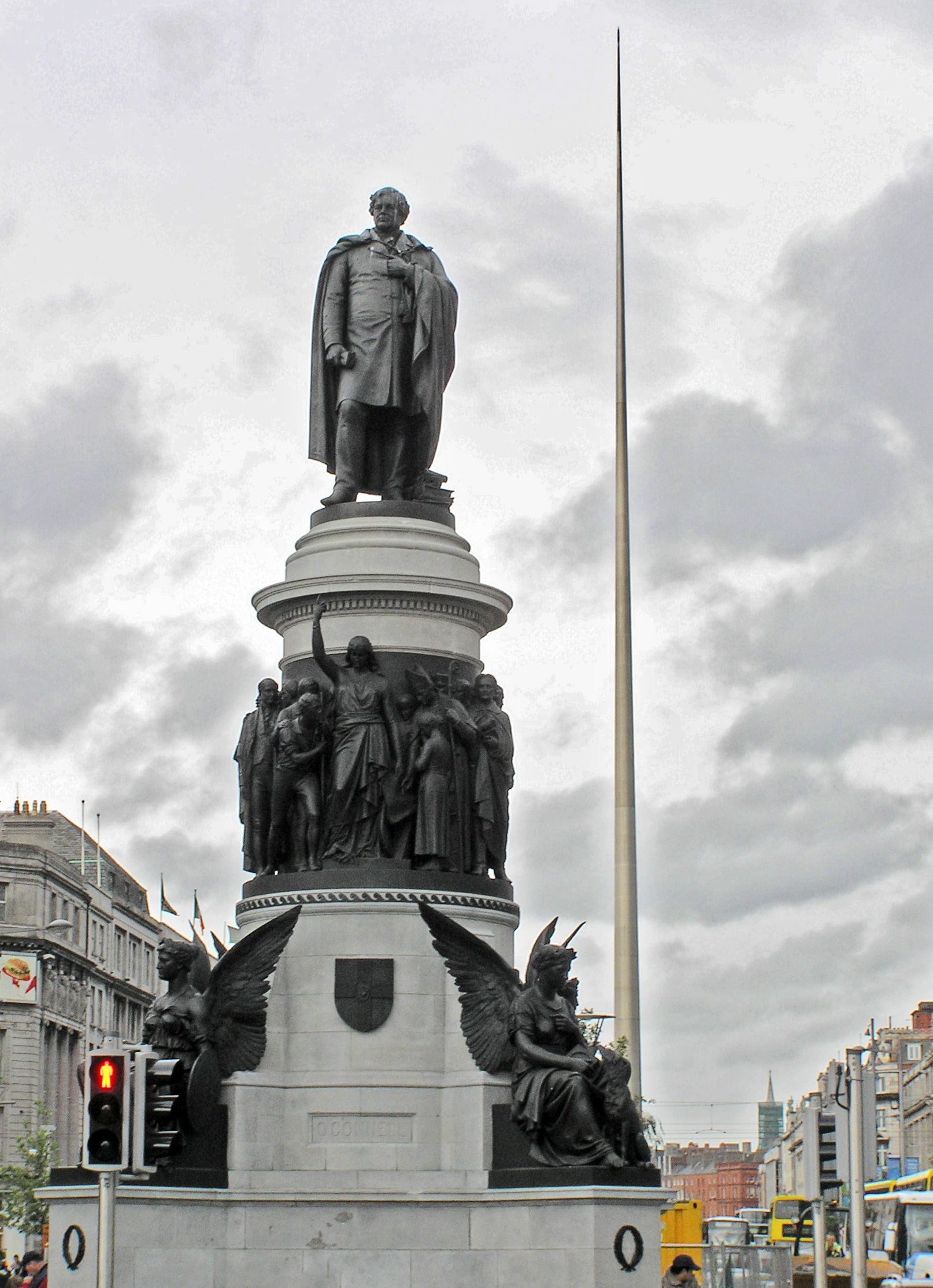
歐康諾銅像

丹尼爾·歐康諾（Daniel O'Connell；1775年8月6日—1847年5月15日）是19世紀愛爾蘭政治人物、英國下議院議員。領導天主教解放運動，迫使威靈頓公爵的内閣在1829年通過「天主教解放法」，有「解放者」之稱。

## 早年及律師職業生涯
丹尼爾．歐康諾出生於愛爾蘭凱里郡的卡赫西文鎮，家裡是個典型的富裕羅馬天主教家庭，年幼時的歐康諾被交由仍是獨身的叔叔撫養，他的叔叔是名地主、治安法官，但同時也從事走私貿易，並打算在歐康諾長大成人後，將這些都交給他繼承。
1791 年，在叔叔的資助下，歐康諾跟他的哥哥莫里斯被送往法國杜埃的耶穌會學院繼續完成學業，卻在兩年後遇上法國大革命，受到勸說與飽受言語謾罵的歐康諾於是決定和哥哥與其他愛爾蘭學生一同返回不列顛群島，並於1795年，結束在倫敦的法律研究後，回到了故鄉愛爾蘭。
十六世紀，由於許多信奉新教的英國殖民統治者來到了愛爾蘭，使得境內的本土天主教徒成了弱勢，即便當時天主教徒已經獲得了與新教徒同等的投票權，但在歐康諾眼中，由新教徒所組成的愛爾蘭議會和都柏林城堡內的掌權者們仍舊是透過鎮壓人民以保全自身利益的腐敗因子。
1797年，一場農民起義因為不被准許參加天主教神事而爆發，隔年，為了要求英國國會改革，愛爾蘭人又再度起義，聯合愛爾蘭人會的發起人沃爾夫·托恩（wolfe tone）甚至說服了剛剛瓦解第一次反法同盟的拿破崙從愛爾蘭梅奧郡登陸並對英國開戰，不過由於歐康諾並不喜歡如此嗜血的行動，因此並未參加家鄉的叛亂，甚至是予以譴責。最後，事件的結果為兩千名法國援軍全軍覆沒，起義的農民領袖則已被捕和處決告終。
在歐康諾的餘生裡，他繼續從事著律師(barrister)的工作，並成為當時愛爾蘭律師中數一數二富有的，但因為受限於宗教因素，使得他遲遲無法成為御用大律師的一員，不過，即便在他職涯晚期出現了成為主事官的機會，歐康諾也依然予以拒絕。

## 家庭
- 父親：Morgan O'Connell
- 母親：Catherine O'Mullane
- 阿姨：Eibhlín Dubh Ní Chonaill (詩人)
- 叔叔：Daniel Charles, Count O'Connell 、Maurice O'Connell
- 妻子：Mary O'Connell（也是其表妹）
- 兒女：分別為四個女兒Ellen (1805)、Catherine (1808)、Elizabeth (1810)和 Rickarda (1815，早夭) ，以及四個兒子Maurice (1803)、Morgan (1804),、John (1810)和Daniel (1816）

## 天主教解放運動
1810年，歐康諾重返了政壇。為了促進天主教解放運動的推行，使得愛爾蘭天主教徒也能夠任職如法官、部長、國會議員等高階職位，1823年歐康諾成立了「天主教協會」(the Catholic Association)。該聯盟資金來自於其會員的捐款，而每月僅一便士的小額捐款，則首次將貧窮的農民加入解放運動。歐康諾成功的籌集到了大量資金，這些資金大多被用於資助親天主教的下議院議員。
1828年，歐康諾在克萊爾郡(Co.Clare)進行補選，爭取下議院的席位。由於先前成立天主教協會成功說服了大量佃戶們，不要依照地主的意見而是投票給他，歐康諾以較大優勢贏得選舉。雖然如此，他卻無法行使職權，因為作為一個天主教徒，歐康諾拒絕宣示「英國國王為教會的領袖」。儘管當時的首相、威靈頓公爵與內政部長羅伯特·皮爾皆為著名的反天主教解放者，他們擔憂於若是因為信仰而剝奪歐康諾的議會席位，其背後強大的民間力量會發生大規模騷亂，而向喬治四世請願，國家有必要授予所有基督教信仰的信徒在議會中獲得席次的權利。在輝格黨的幫助下，1829年4月13日，天主教解放法案(Catholic Relief Act)終於生效，此法為天主教徒爭取平等權利的里程碑。然而，由於該法律沒有追溯力，無法適用於先前的當選，歐康諾再次參加選舉，並於同年7月30日再度贏得克萊爾郡的選票。
歐康諾成功的實現他的政治目標——通過合乎憲法的和平手段，使英國國會通過天主教解放法案，為天主教徒爭取平等權力，因此人們又稱呼他為「解放者」(The Liberator)。歐康諾在這其中最大的貢獻即為，他動員了原本鬆散的天主教勢力，得到了無論是下層階級或是神職人員的支持，使天主教徒成為一股英國政府不可輕忽的力量，最終致使天主教得著解放。

## 廢除英愛聯邦運動
歐康諾的第二的政治目標即是通過議會決議廢除1800年的聯合法案，該法案將大不列顛與愛爾蘭聯合組為大不列顛及愛爾蘭聯合王國。1834年，他開啟第一次的倡議，卻遭到壓倒性多數的反對。1841年，歐康諾當選都柏林市長，他試圖改變策略，通過群眾運動迫使英國政府對此讓步。為了使愛爾蘭成為一個獨立、自治的王國的目標，他還成立了「撤廢協會」(the Repeal Association)，並於愛爾蘭舉行了約40次「大型集會」(the Monster Meeting)，以凝聚愛爾蘭人的力量。
1843年8月15日的「塔拉(Tara)之會」為撤廢運動的最高峰。當時聚集在愛爾蘭至高國王(High King of Ireland)舊居塔拉(Tara)底下的人數估計有500,000到1,000,000，為同類遊行中規模最大的一次。這些大型集會嚇壞了英國政府。由於「塔拉之會」的成功，歐康諾緊接著計畫在1843年10月8日，於過去布賴恩．博魯(Brian Boru)戰勝丹麥人的著名地點克朗塔夫(Clontarf)，進行一場更大規模的示威活動。然而在1843年10月8日當天，首相羅伯特．皮爾實施強硬措施，大批英軍佔領克朗塔夫，堅持和平手段的歐康諾最終取消集會。
不久之後，歐康諾被逮補。雖然在三個月後歐康諾就因上議院推翻判決而獲釋，入獄期間他的健康卻嚴重惡化，受限於法律無法再組成「大型集會」，許多追隨者也因此離開了歐康諾。歐康諾的政治活動在出獄後化為泡影，他一生都沒有完成廢除大不列顛與愛爾蘭聯合法案的政治目標。

## 死亡
丹尼爾．歐康諾於1847年的5月於熱那亞去世，享年71歲，死因為腦軟化症，依照他的遺願，歐康諾的心臟被葬在羅馬聖阿加塔德爾戈蒂的一間愛爾蘭學院教堂，而遺體則葬於都柏林的格拉斯內文公墓內的一座圓塔之下。

## 爭議
丹尼爾‧歐康諾視自己為猶太解放運動的擁護者，因此時常公開批評教皇格列戈里十六世在教皇國對待猶太人的方式，但在西元1835年時，卻有消息指出對於歐康諾反猶太之指控，本傑明‧迪斯雷利在報導中稱呼其為「叛徒和煽動者」，這使歐康諾大感震驚。因此，歐康諾評論這位未來之保守黨領導者迪斯雷利時說道：「從迪斯雷利這個名字便能知曉他有猶太血統，當然我沒有責備的意思，這個世界上有許多值得尊敬的猶太人，但是同樣的，猶太人之中也有道德淪喪者的存在，而就我的觀察，迪斯雷利便是裡面最差勁的了……但是我選擇原諒迪斯雷利先生。」
1845年的聖誕節，《泰晤士報》則刊登一篇文章指責歐康諾是愛爾蘭最糟糕的地主，他的佃戶被描述為「生活於貧窮和忽視之中」，然而，這其實是對於歐康諾的構陷，因為愛爾蘭媒體很快便發現此報導所描述的景況實為飢荒狀態下之貧民，並認為這起報導的出發點是基於政治動機。

## 評價與紀念
奧諾雷‧德‧巴爾扎克稱歐康諾為「一個民族的化身」，並指出歐康諾這個名字於二十年間不斷被歐洲新聞界提及，就連格萊斯頓也稱他為「有史以來最受歡迎的領導者」；弗雷德里克‧道格拉斯提及歐諾康時則說：「他的聲音足以平靜罪暴力的衝動，這項功能早已展現於平息暴民的怒火之中，而他所說出的是我所聽過最具說服力的言語。」
西元1922年，愛爾蘭自由邦建立，都柏林的一條主幹道以歐諾康的名字做為命名以茲紀念，而歐諾康的雕像則矗立在這條街的一端。歐諾康街這個街道名稱同樣出現在其他地方，例如於阿斯隆、克朗梅爾、鄧加文、恩尼斯、利默里克、斯萊戈和沃特福德等地，以及丹尼爾奧康奈爾橋則於1880年開放。除此之外，一套印有歐康諾人像的郵票於1929年發行，做為紀念天主教解放一百周年的紀念品。

## 外部連結
- Daniel O'Connell and Newfoundland（页面存档备份，存于）